# Laurence Rees
Pour les articles homonymes, voir Rees.
Laurence Rees (né en 1957) est un historien, documentariste et producteur de télévision britannique. Il a signé plusieurs livres sur la Seconde Guerre mondiale et les régimes totalitaires, et exercé la fonction de responsable des programmes historiques de la BBC.

## Filmographie

### Comme producteur
- 1992 : We Have Ways of Making You Think (feuilleton TV)
- 1997 : The Nazis: A Warning from History (feuilleton TV)
- 1997 : Tales from the Tomb: Lost Sons of the Pharaohs (TV)
- 1998 : In the Footsteps of Alexander the Great (feuilleton TV)
- 1999 : War of the Century (TV)
- 2000 : Sleeping with the Enemy (TV)
- 2001 : Horror in the East (TV)
- 2002 : The Ship (feuilleton TV)
- 2005 : Auschwitz: The Nazis and the 'Final Solution' (feuilleton TV)

### Comme scénariste
- 1992 : We Have Ways of Making You Think (feuilleton TV)
- 1997 : The Nazis: A Warning from History (feuilleton TV)
- 2001 : Horror in the East (TV)
- 2005 : Auschwitz: The Nazis and the 'Final Solution' (feuilleton TV)

### Comme réalisateur
- 1997 : The Nazis: A Warning from History (feuilleton TV)
- 2005 : Auschwitz: The Nazis and the 'Final Solution' (feuilleton TV)

## Publications
- The Nazis: A Warning from History, BBC Books, 1997,  (ISBN 978-0-563-38704-6)
- The War of the Century: When Hitler Fought Stalin, BBC Books, 1999,  (ISBN 978-0-563-38477-9)
- Horror in the East: The Japanese at War 1931–1945, BBC Books, 2001,  (ISBN 978-0-563-53426-6)
- Auschwitz: The Nazis and the Final Solution, BBC Books, 2005,  (ISBN 978-0-563-52296-6)
- Their Darkest Hour: People Tested to the Extreme in WWII, Ebury Press, 2007,  (ISBN 978-0-09-191757-9)
- World War II Behind Closed Doors: Stalin, the Nazis and the West, Pantheon Books, 2009,  (ISBN 978-0-307-37730-2)
- The Dark Charisma of Adolf Hitler: Leading Millions into the Abyss, Ebury Press, 2012,  (ISBN 978-0091917630) (Adolf Hitler, La séduction du Diable, Albin Michel, 2012, 441p.  (ISBN 9782226245328))
- Holocauste, une nouvelle histoire, Albin Michel, 2018, 634 p.